# Lago Lleulleu
Lago Lleulleu är en sjö i Chile.   Den ligger i regionen Región del Biobío, i den södra delen av landet, 600 km söder om huvudstaden Santiago de Chile. Lago Lleulleu ligger 5 meter över havet. Arean är 41 kvadratkilometer. Den sträcker sig 16,7 kilometer i nord-sydlig riktning, och 10,8 kilometer i öst-västlig riktning.
I omgivningarna runt Lago Lleulleu växer i huvudsak städsegrön lövskog. Runt Lago Lleulleu är det glesbefolkat, med 8 invånare per kvadratkilometer.